# Snooker-Saison 1992/93
Zur Snooker-Saison 1992/1993 gehörten 28 Snooker-Profiturniere, die zwischen August 1992 und dem WM-Finale am 3. Mai 1993 ausgetragen wurden.
Zum zweiten Mal in Folge gewann der Schotte Stephen Hendry den Weltmeistertitel und verteidigte Platz 1 in der Snookerweltrangliste. Der spätere Weltmeister Ken Doherty aus Irland gewann bei den Welsh Open seinen ersten Ranglistenturniersieg.
Für die Saison 1992/93 gab es eine Regeländerung: Erstmals wurden vier sogenannte Minor-ranking-Turniere veranstaltet, deren Wertigkeit für die Weltrangliste bei einem Zehntel der üblichen Turniere lag. Neben der Benson & Hedges Championship betraf das auch drei Strachan-Challenge-Turniere, ausgetragen in Aldershot (2×) und Sheffield.
Allerdings nahmen viele Spitzenspieler aufgrund der geringen Punktzahl gar nicht an diesen Turnieren teil, sodass diese Minor-ranking-Regelung nach diesem Jahr sofort wieder abgeschafft wurde.

## Saisonergebnisse
Die folgende Tabelle zeigt die Saisonergebnisse.
| Datum                                | Turnier                         | Austragungsort | Art                   | Sieger            | Finalgegner     | Ergebnis       |
| 1992                                 | Pot Black                       | Blackpool      | Einladungsturnier     | Neal Foulds       | James Wattana   | unbekannt      |
| August 1992 (bis 22. August)         | Indian Masters                  | Delhi          | Einladungsturnier     | Steve Davis       | Steve James     | 9:6            |
| 26. August bis 30. August 1992       | Kent Classic                    | Peking         | Non-Ranking-Turnier   | John Parrott      | Stephen Hendry  | 6:5            |
| 23. September bis 27. September 1992 | Scottish Masters                | Motherwell     | Einladungsturnier     | Neal Foulds       | Gary Wilkinson  | 10:8           |
| 3. Oktober bis 9. Oktober 1992       | Dubai Classic                   | Dubai          | Weltranglistenturnier | John Parrott      | Stephen Hendry  | 9:8            |
| 12. Oktober bis 25. Oktober 1992     | Grand Prix                      | Reading        | Weltranglistenturnier | Jimmy White       | Ken Doherty     | 10:9           |
| 26. Oktober bis 5. November 1992     | Benson and Hedges Championship  | Glasgow        | Minor-Ranking-Turnier | Chris Small       | Alan McManus    | 9:1            |
| November 1992                        | Humo Masters                    | Antwerpen      | Non-Ranking-Turnier   | James Wattana     | John Parrott    | 10:5           |
| 13. November bis 29. November 1992   | UK Championship                 | Preston        | Weltranglistenturnier | Jimmy White       | John Parrott    | 16:9           |
| Dezember 1992                        | Kings Cup                       | Bangkok        | Einladungsturnier     | Nigel Bond        | James Wattana   | 8:7            |
| 4. Dezember bis 12. Dezember 1992    | World Matchplay                 | Doncaster      | Einladungsturnier     | James Wattana     | Steve Davis     | 9:4            |
| 12. Dezember bis 21. Dezember 1992   | Strachan Challenge – Event 1    | Aldershot      | Minor-Ranking-Turnier | Joe Swail         | Stefan Mazrocis | 9:4            |
| Januar 1993                          | Irish Professional Championship | Cork           | Non-Ranking-Turnier   | Ken Doherty       | Stephen Murphy  | 9:2            |
| 3. Januar bis 12. Januar 1993        | Strachan Challenge – Event 2    | Sheffield      | Minor-Ranking-Turnier | Troy Shaw         | Nigel Bond      | 9:4            |
| 3. Januar bis 30. Mai 1993           | European League                 | vers.          | Einladungsturnier     | Jimmy White       | Alan McManus    | 10:7           |
| 21. Januar bis 6. Februar 1993       | Welsh Open                      | Newport        | Weltranglistenturnier | Ken Doherty       | Alan McManus    | 9:7            |
| 22. und 23. Januar 1993              | European Challenge              | Épernay        | Non-Ranking-Turnier   | Stephen Hendry    | Tony Drago      | 5:3            |
| 1. Februar bis 6. Februar 1993       | Strachan Challenge – Event 3    | Aldershot      | Minor-Ranking-Turnier | Tony Drago        | Ken Doherty     | 9:7            |
| Februar 1993                         | Extra Challenge                 | Bangkok        | Einladungsturnier     | Ronnie O’Sullivan | Gruppenturnier  | Gruppenturnier |
| 7. Februar bis 14. Februar 1993      | Masters                         | London         | Einladungsturnier     | Stephen Hendry    | James Wattana   | 9:5            |
| 15. Februar bis 21. Februar 1993     | European Open                   | Antwerpen      | Weltranglistenturnier | Steve Davis       | Stephen Hendry  | 10:4           |
| 22. Februar bis 6. März 1993         | British Open                    | Derby          | Weltranglistenturnier | Steve Davis       | James Wattana   | 10:2           |
| 2. bis 5. März 1993                  | Merseyside Professional         | Liverpool      | Non-Ranking-Turnier   | Dave Harold       | Tony Rampello   | 5:3            |
| 13. März bis 20. März 1993           | Asian Open                      | Bangkok        | Weltranglistenturnier | Dave Harold       | Darren Morgan   | 9:3            |
| 23. März bis 28. März 1993           | Irish Masters                   | Dublin         | Einladungsturnier     | Steve Davis       | Alan McManus    | 9:4            |
| 2. April bis 9. April 1993           | International Open              | Plymouth       | Weltranglistenturnier | Stephen Hendry    | Steve Davis     | 10:6           |
| 17. April bis 3. Mai 1993            | Snookerweltmeisterschaft        | Sheffield      | Weltranglistenturnier | Stephen Hendry    | Jimmy White     | 18:5           |
| 8. Mai bis 15. Mai 1993              | Pontins Professional            | Prestatyn      | Non-Ranking-Turnier   | Ken Doherty       | Darren Morgan   | 9:3            |

## Weltrangliste
Die Snookerweltrangliste wird nur nach jeder vollen Saison aktualisiert und berücksichtigt die Leistung der vergangenen zwei Saisons. Die folgende Tabelle zeigt die 32 besten Spieler der Weltrangliste der Saison 1992/93; beruht also auf den Ergebnissen der Saisons 90/91 und 91/92. In den Klammern wird jeweils die Vorjahresplatzierung angegeben.
| Platz 1 – 8 | Platz 1 – 8          | Platz 9 – 16 | Platz 9 – 16        | Platz 17 – 24 | Platz 17 – 24      | Platz 25 – 32 | Platz 25 – 32            |
| ----------- | -------------------- | ------------ | ------------------- | ------------- | ------------------ | ------------- | ------------------------ |
| 1           | Stephen Hendry (1)   | 9            | Nigel Bond (21)     | 17            | Mike Hallett (8)   | 25            | Peter Francisco (19)     |
| 2           | John Parrott (4)     | 10           | Steve James (7)     | 18            | Dene O’Kane (18)   | 26            | Doug Mountjoy (10)       |
| 3           | Jimmy White (3)      | 11           | Dennis Taylor (9)   | 19            | Dean Reynolds (12) | 27            | Mark Bennett (29)        |
| 4           | Steve Davis (2)      | 12           | Martin Clark (14)   | 20            | Tony Knowles (16)  | 28            | Silvino Francisco (24)   |
| 5           | Neal Foulds (6)      | 13           | Alan McManus (41)   | 21            | Ken Doherty (51)   | 29            | Eddie Charlton (27)      |
| 6           | Terry Griffiths (11) | 14           | Alain Robidoux (13) | 22            | Tony Jones (15)    | 30            | Danny Fowler (28)        |
| 7           | James Wattana (20)   | 15           | Willie Thorne (17)  | 23            | Joe Johnson (26)   | 31            | Mark Johnston-Allen (??) |
| 8           | Gary Wilkinson (5)   | 16           | Darren Morgan (33)  | 24            | Tony Drago (22)    | 32            | David Roe (50)           |